# Strzelanina w szkole w Santa Clarita
Strzelanina w szkole w Santa Clarita – strzelanina, która miała miejsce w szkole Saugus High School w Santa Clarita w Kalifornii 14 listopada 2019 roku. W ataku zginęły 3 osoby, w tym napastnik, a 3 kolejne zostały ranne.

## Przebieg
Sprawca, 16-letni uczeń szkoły, który w dniu ataku kończył 16 lat, wtargnął do jej budynku o godz. 7:38 i zaczął strzelać. Zabił dwóch uczniów, ranił trzech innych, a następnie strzelił sobie w głowę. Zmarł dwa dni później w szpitalu w wyniku zadanych sobie obrażeń. Atak trwał zaledwie kilka chwil i już kilka minut po jego dokonaniu na miejscu byli funkcjonariusze. Pierwszym funkcjonariuszem, który zareagował na ten atak, był przydzielony specjalnie do ochrony budynku szkolnego policjant, ale atak zdarzył się tak szybko, że ten nie był w stanie powstrzymać sprawcy.

## Sprawca
Sprawcą ataku był 16-letni Nathaniel Tennosuke Berhow (ur. 14 listopada 2003), który był uczniem szkoły, miał azjatyckie pochodzenie i dokonał ataku w dzień swoich 16. urodzin. Motywy Berhowa nie są znane, prawdopodobnie cierpiał na psychozę.